# 新富町出口
新富町出口（しんとみちょうでぐち）は、東京都中央区にある首都高速道路都心環状線の出口。内回り外回りからの出口のみ設置されているハーフICである。内回り本線からの出口は右車線から分岐し、半地下構造の外回り本線の下をくぐっている。

## 連絡する道路
- 東京都道・千葉県道50号東京市川線（新大橋通り）、東京都道473号新富晴海線（佃大橋通り）

## 周辺
- 新富町駅
- 築地駅
- 築地川（出口自体が築地川の跡地に建設されている）

## 今後の予定
新富町出口から先10号晴海線下り線が接続する計画があり、出口付近にはアンダーパスとなる予定の構造物があるが、長らく事業化されていなかった。
2022年、都心環状線の日本橋付近の地下化に伴う新京橋連絡路（仮称）の建設に関連して、新富町の出口を外回り方面への入口に変更し、晴海線への接続を廃止する素案が発表された。

## 新富パーキングエリア
都心環状線外回りの新富町出口の先、三吉橋を潜った先の左側に広い非常駐車帯が存在するが、ここは2013年2月19日以前まではトイレが設置されていて5時から20時までの間は自由に利用することができた。非常電話の表示には「新富PA」の表記があった。

## 隣
首都高速都心環状線
(12)京橋出入口 - (13,14)新富町出口 - (15,16)銀座出入口